# Divényhuta
Divényhuta (1899-ig Ó-Huta, szlovákul: Stará Huta, korábban Divínská Huť) község Szlovákiában, a Besztercebányai kerületben, a Gyetvai járásban.

## Fekvése
Gyetvától 16 km-re, délnyugatra fekszik.

## Története
A falut a 18. század 30-as éveiben birtokosa, gróf Zichy Károly alapította, első írásos említése 1740-ből származik. Első lakói bányászok voltak, erre utal a falu címere is, mely két keresztbetett bányászcsákányt ábrázol. Később mezőgazdasággal, állattenyésztéssel, háziiparral foglalkoztak.
Vályi András szerint "Dévén Huta. Nográd Várm. földes Urai G. Zichy, és G. Balassa Uraságok, lakosai katolikusok, fekszik Felső Tiszovnyikhoz nem meszsze, és annak filiája."
Fényes Elek szerint "Divény-Hutta, nem rég telepitett tót falu, Nógrád vmegyében az Osztrovszka hegyek alatt, Zolyom vgye szélén: 454 kath. lak. Van itt egy igen szép fejér üveget készitő huta, és 3 savanyúviz forrás, mellyből a vöröses szinű legjobbnak tartatik. F. u. gr. Zichy senior."
A trianoni békeszerződésig Nógrád vármegye Gácsi járásához tartozott.

## Népessége
| Év:            | 1994. | 2004.    | 2014.    | 2024.   |
| -------------- | ----- | -------- | -------- | ------- |
| Emberek száma: | 422   | 377      | 335      | 302     |
| Eltérés:       |       | -10,66 % | -11,14 % | -9,85 % |

| Év:            | 2023. | 2024.   |
| -------------- | ----- | ------- |
| Emberek száma: | 309   | 302     |
| Eltérés:       |       | -2,26 % |

1910-ben 713-an, túlnyomórészt szlovák anyanyelvűek lakták.
2001-ben 384 lakosából 383 szlovák volt.
2011-ben 334 lakosából 326 szlovák volt.

## Nevezetességei
- Római katolikus temploma 1812 és 1817 között épült, a második világháborúban megrongálódott. 2003-ban megújították.